# Cleora (Oklahoma)
Cleora is een plaats (census-designated place) in de Amerikaanse staat Oklahoma, en valt bestuurlijk gezien onder Delaware County.

## Demografie
Bij de volkstelling in 2000 werd het aantal inwoners vastgesteld op 1113.

## Geografie
Volgens het United States Census Bureau beslaat de plaats een oppervlakte van 32,1 km², waarvan 31,2 km² land en 0,9 km² water.

## Plaatsen in de nabije omgeving
De onderstaande figuur toont nabijgelegen plaatsen in een straal van 12 km rond Cleora.